# Consiglio dell'esecutivo delle Isole Falkland
Il Consiglio esecutivo delle Isole Falkland (in lingua inglese Executive Council of the Falkland Islands ed in lingua spagnola Consejo Ejecutivo de las Islas Malvinas) è un organo costituzionale che esercita poteri esecutivi per consigliare il governatore. Il ruolo, i poteri e la composizione del Consiglio Esecutivo sono descritti nel Capitolo V della Costituzione delle Isole Falkland. Il Consiglio esecutivo ha un ruolo equivalente al Consiglio privato di sua maestà.
Il Consiglio Esecutivo è composto da tre membri dell'Assemblea Legislativa, il Capo esecutivo e il Direttore delle Finanze. I tre membri dell'Assemblea Legislativa vengono eletti ogni anno nel Consiglio Esecutivo. Solo i membri dell'Assemblea Legislativa possono votare nelle deliberazioni del Consiglio Esecutivo. Il governatore funge da presidente.